# 南仁山天南星
南仁山天南星（学名：Arisaema nanjenense）为天南星科天南星屬下的一个种。

## 扩展阅读
- 維基物種上的相關：南仁山天南星